# Truro (Iowa)
Truro es una ciudad ubicada en el condado de Madison en el estado estadounidense de Iowa. En el Censo de 2010 tenía una población de 485 habitantes y una densidad poblacional de 192,26 personas por km².

## Geografía
Truro se encuentra ubicada en las coordenadas 41°12′35″N 93°50′48″O / 41.20972, -93.84667. Según la Oficina del Censo de los Estados Unidos, Truro tiene una superficie total de 2.52 km², de la cual 2.52 km² corresponden a tierra firme y (0%) 0 km² es agua.

## Demografía
Según el censo de 2010, había 485 personas residiendo en Truro. La densidad de población era de 192,26 hab./km². De los 485 habitantes, Truro estaba compuesto por el 98.35% blancos, el 0% eran afroamericanos, el 0.41% eran amerindios, el 0.41% eran asiáticos, el 0% eran isleños del Pacífico, el 0.21% eran de otras razas y el 0.62% pertenecían a dos o más razas. Del total de la población el 0.21% eran hispanos o latinos de cualquier raza.